# Landerneau
Landerneau (bret. Landerne) – miejscowość i gmina we Francji, w regionie Bretania, w departamencie Finistère. W 2013 roku populacja gminy wynosiła 16 081 mieszkańców. W Landerneau uchodzi rzeki Élorn, która następnie płynie estuarium do zatoki Rade de Brest. 
W grudniu 1949 roku w Landerneau Édouard Leclerc otworzył swój pierwszy sklep (przy rue Bélérit o powierzchni zaledwie 16 m², na terenie byłego klasztoru kapucynów), który zapoczątkował rozwój międzynarodowej sieci hipermarketów E.Leclerc. Od 2012 w tym miejscu mieści się sala wystawowa poświęcona sztuce współczesnej. 

## Współpraca
- Hünfeld, Niemcy
- Caernarfon, Walia
- Imadate, Japonia
- Mioveni, Rumunia
- Kongoussi, Burkina Faso